# Grotniki (przystanek kolejowy)
Grotniki – przystanek osobowy w Grotnikach, w województwie łódzkim, w Polsce. Zatrzymują się na nim tylko pociągi osobowe ŁKA oraz Polregio.

## Ruch pasażerski
| Rok  | Wymiana pasażerska na dobę |
| ---- | -------------------------- |
| 2017 | 150-199                    |
| 2018 | 200-299                    |
| 2019 | 200-299                    |
| 2020 | 100-149                    |
| 2021 | 50-99                      |
| 2022 | 200-299                    |
| 2023 | 300-499                    |